# Emmanuel Briffa
Emmanuel Briffa   (Birkirkara, 1875 - Montreal, 1955) fou un decorador de teatre canadenc la carrera del qual va durar trenta anys a Amèrica del Nord, començant el 1912.
Dedicat gairebé enterament a la decoració teatral des que va immigrar a Amèrica del Nord des de Malta el 1912, Briffa va estar diversos anys treballant als Estats Units abans de traslladar-se a Canadà el 1924. A Canadà, Briffa es va establir com un dels decoradors de teatre més buscats, decorant aproximadament cent teatres.

## Quebec
Els seus dissenys de cinema al Quebec van incloure l'estil de disseny Louis XVI pel Teatre Rialto, un lloc nacional històric del Canadà, l'antic Teatre Snowdon, el Teatre de Sevilla, el Cinema V, el Teatre de York així com el Teatre Granada a Sherbrooke, Quebec, un altre lloc nacional històric.